# غزو الولايات المتحدة

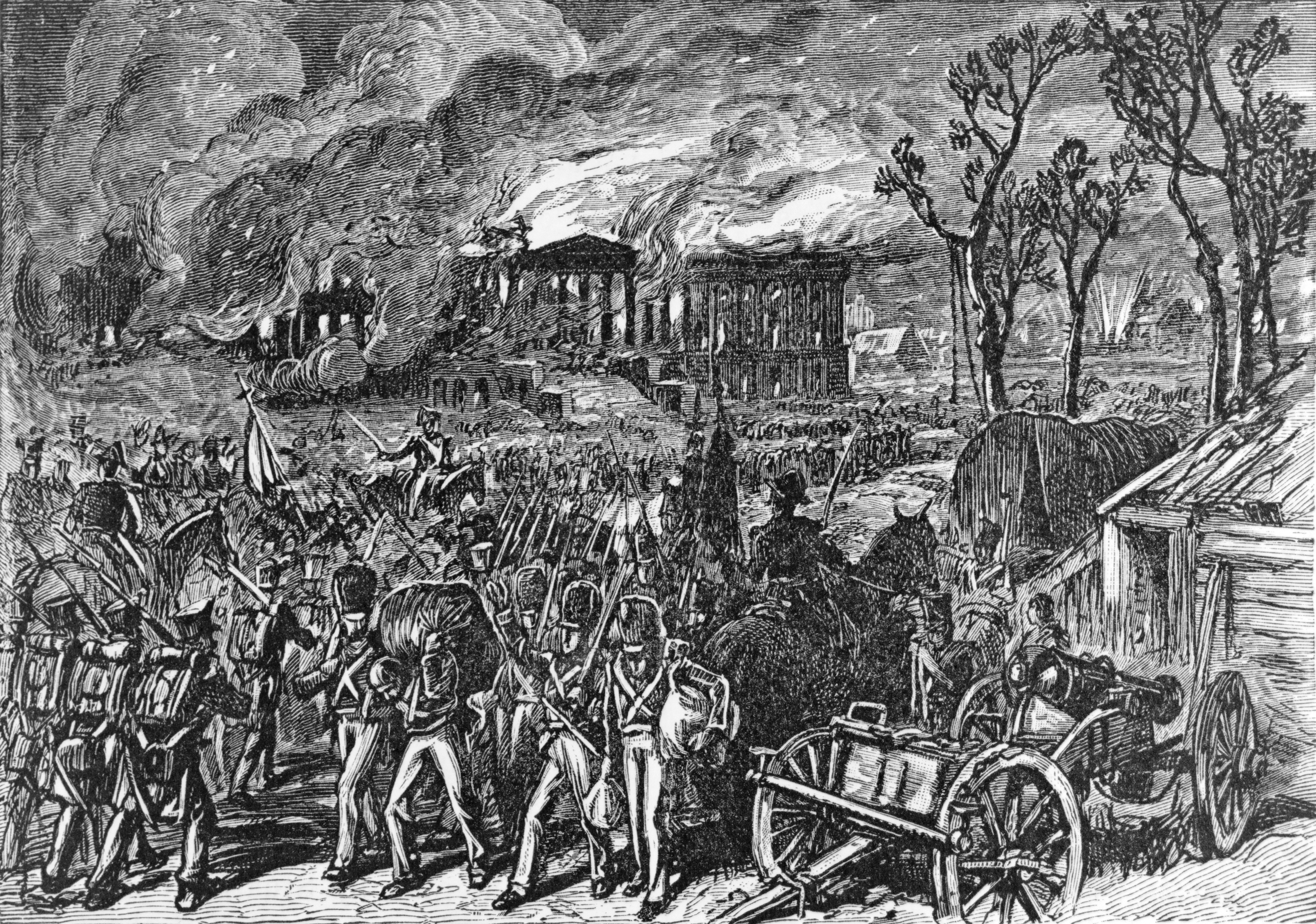
استيلاء بريطانيا على واشنطن وإحراقها عام 1814.

يرتبط مفهوم غزو الولايات المتحدة بالنظرية العسكرية والعقيدة اللتين تتناولان احتمالية مهاجمة قوة أجنبية للولايات المتحدة الأمريكية وغزوها بنجاح، إضافة إلى دراسة هذا الغزو من الناحية العملية. تعرضت الولايات المتحدة على مر السنين للعديد من الغزوات، مرة خلال حرب عام 1812، وأخرى خلال الحرب المكسيكية الأمريكية، وعدة مرات حلال حرب الحدود الأمريكية، ومرة واحدة خلال الحرب العالمية الثانية. خلال الحرب الباردة، توجهت أغلب الاستراتيجيات العسكرية الأمريكية نحو صد هجوم محتمل قد يقدم عليه الاتحاد السوفييتي.

## أولى الهجمات
بدأ التاريخ العسكري للولايات المتحدة مع تواجد قوة عسكرية أجنبية على أراضيها، إذ كان للجيش البريطاني وجود على الأراضي الأمريكية خلال حرب الاستقلال. بعد الثورة الأمريكية، تمثل ثاني هجوم عسكري أجنبي على الأراضي الأمريكية بهجوم الجيش البريطاني، خلال حرب عام 1812، على الولايات المتحدة، وكانت هذه المرة الوحيدة، منذ إعلان انتهاء حرب الاستقلال الأمريكية، التي تتمكن فيها قوة أجنبية من احتلال العاصمة الأمريكية (احتل البريطانيون أيضًا مدينة فيلادلفيا خلال الثورة الأمريكية).
في 25 أبريل من عام 1846، غزت القوات المكسيكية مدينة براوزفيل في ولاية تكساس وهاجمت قوات أمريكية بالقرب من نهر ريو غراندي، في حادثة تسببت بإشعال الحرب المكسيكية الأمريكية، وباتت تعرف باسم «هزيمة ثورنتون». تمثلت المرة الوحيدة التي تقدمت فيها قوات أجنبية على الأرض الأمريكية بغزو القوات المكسيكية لبعض مدن ولاية تكساس، بينما وقعت بقية معارك الحرب الأمريكية المكسيكية في باها كاليفورنيا ونيو مكسيكو التين كانتا، ولا تزالان، جزءًا من المكسيك.
من الممكن أن ينظر إلى الحرب الأهلية الأمريكية على أنها غزو للأراضي الأمريكية باعتبار أن كلًا من جيش الولايات الكونفيدرالية وجيش الاتحاد قد غزا أراضي الطرف الآخر. بعد الحرب الأهلية الأمريكية، تراجع التهديد بغزو الأراضي الأمريكية من قبل قوة أجنبية بشكل كبير، ولم تطور بعدها، حتى القرن العشرين، أي إستراتيجية عسكرية حقيقية لمواجهة أي هجوم عسكري على أمريكا.
في عام 1915، حاول جيش تحرير الأعراق والشعوب تنفيذ خطة سان دييقو الهادفة لاستعادة مناطق جنوب غرب الولايات المتحدة الأمريكية، الأمر الذي أدى إلى اندلاع حرب قطاع الطرق، بين مكسيكيين متمردين والقوات الأمريكية، اشتملت على شن غارات على ولاية تكساس الأمريكية انطلاقًا من المناطق المكسيكية الحدودية.
في 9 مارس 1916، وخلال حرب الحدود المكسيكية، غزا القائد الثوري المكسيكي، بانشو فيا، مع أتباعه، بلدة كولومبوس في مقاطعة لونا بولاية نيومكسيكو الأمريكية، ودارت بينه وبين القوات الأمريكية معركة باتت تعرف بمعركة كولومبوس. ردًا على ذلك أطلق الجيش الأمريكي حملة عسكرية بقيادة اللواء جون بيرشنغ، أطلق عليها اسم حملة بانشو فيا (الحملة المكسيكية).

## التهديدات الأوروبية
كانت المملكة المتحدة، حتى أوائل القرن العشرين، تعتبر أكبر تهديد عسكري للولايات المتحدة. طورت الولايات المتحدة وثيقة الخطة الحربية الحمراء العسكرية التي تهدف لتحقيق هدفين اثنين، يتمثل الأول بإحباط الهجوم البريطاني المحتمل، أما الثاني فيتمثل بمهاجمة كندا واحتلالها. وضعت الولايات المتحدة أيضًا خططًا مماثلة تحاكي حربًا مع المكسيك، مع أن القدرات العسكرية للجيش المكسيكي كانت حينها لا تذكر الأمر الذي ظهر جليًا مع رفض المكسيك قبول شروط برقية زيمرمان الديبلوماسية. غزا المتمردون المكسيكيون، بقيادة بانشو فيا، الولايات المتحدة الأمريكية لفترة وجيزة خلال الحرب العالمية الأولى.
في عام 1921، صاغ المقدم الكندي، جيمس «بوستر» ساذرلاند بروان، ما يمكن أن يسمى بال «النسخة الكندية لخطة الحرب الحمراء»، خطة الدفاع رقم 1. كانت كندا، وفقًا للخطة، ستغزو الولايات المتحدة الأمريكية فور اكتشافها لأي خطة أمريكية لغزو الأراضي الكندية. كان من المخطط لكندا أن تحصل على موطئ قدم في المناطق الشمالية من الولايات المتحدة بهدف كسب المزيد من الوقت لإعداد المجهود الحربي والحصول على المساعدة من بريطانيا. اشتملت الخطة أيضًا على تدمير الجسور وخطوط السكك الحديدية الرئيسية. رأى منتقدو الخطة بأنها غير واقعية، بالمقابل، آمن مؤيدوها بإمكانية نجاحها.
على الجانب الآخر من المحيط الأطلسي، وضعت الإمبراطورية الألمانية عدة خطط لغزو الولايات المتحدة من عام 1897 وحتى عام 1906. مع ذلك، لم تتسم تلك الخطط بالجدية، إذ لم تمتلك الإمبراطورية الألمانية الموارد الكافية لتطبيقها على أكمل وجه. اشتملت أولى الخطط الألمانية لغزو الولايات المتحدة على استهداف الأسطول البحري الأمريكي قبالة ساحل مدينة نورفولك بولاية فرجينيا الأمريكية، ومن ثم قصف المدن الساحلية. أما الخطط اللاحقة فقد تضمنت غزوًا بريًا لمدينتي نيويورك وبوسطن. سعت السياسة الخارجية لقيصر الرايخ الثاني الألماني، فيلهلم الثاني، إلى وضع حد لقدرة الولايات المتحدة الأمريكية على التدخل بالشؤون الأوروبية، بدلًا من سعيها لغزو الأراضي الأمريكية. حتى 6 أبريل 1917 (عندما تخلت الولايات المتحدة عن موقفها المحايد من أحداث الحرب العالمية الأولى)، كانت ألمانيا ترسل العملاء إلى الولايات المتحدة في محاولة لمنعها من إرسال الإمدادات إلى دول الحلفاء، وبلغت هذه المحاولات ذروتها مع تنفيذ العملاء الألمان لعمليتي بلاك توم (30 يوليو 1916)، وكينغسلاند (11 يناير 1917) التخريبيتين.

## الحرب العالمية الثانية
خلال الحرب العالمية الثانية، كانت عمليات الدفاع عن كل من هاواي والولايات المتحدة القارية جزءًا من حرب المحيط الهادئ والهجمات على أمريكا الشمالية على التوالي. حصل العساكر الذين خدموا في الولايات المتحدة في مهام رسمية ميدالية الحملة الأمريكية، بينما حصل من خدم في هاواي على ميدالية حملة آسيا والمحيط الهادئ.

### ألمانيا النازية
عندما أعلنت ألمانيا الحرب على الولايات المتحدة في عام 1941، أدركت القيادة الألمانية العليا أن القوة العسكرية الألمانية الحالية ليست قادرة على مهاجمة الولايات المتحدة الأمريكية أو غزوها. ركزت الاستراتيجية العسكرية الألمانية بدلًا من ذلك على حرب الغواصات، إذ ضربت غواصات «يو بوت» السفن الأمريكية في معركة الأطلسي (التي استمرت من عام 1939 حتى عام 1945)، ولاسيما في الهجوم الشامل على السفن التجارية الأمريكية أثناء مرحلة «الوقت السعيد الثاني» من المعركة.
رفض أدولف هتلر التهديدات الأمريكية، مؤكدًا على أن أن البلاد التي لا يتسم شعبها بالنقاء العرقي لا تمتلك قوة قتالية، وأشار إلى أن «الجمهور الأمريكي مكون من يهود وزنوج». كان للقادة العسكريين والاقتصاديين الألمان وجهات نظر أكثر واقعية، إذ اعترف بعضهم، من أمثال ألبرت شبير، بالقدرة الإنتاجية الهائلة للمصانع الأمريكية، بالإضافة إلى الإمدادات الغذائية الغنية التي يمكن للأمريكيين الحصول عليها من الولايات الوسطى.
في عام 1942، أجرى القادة العسكريون الألمان مجموعة من التحقيقات المرتبطة بإمكانية شن هجوم عسكري على الولايات المتحدة الأمريكية عبر المحيط الأطلسي –ظهرت هذه التحقيقات جلية مع طرح وزارة طيران الرايخ، في ربيع عام 1942، مسابقة تصميم قاذفات إستراتيجية بعيدة المدى قادرة على استهداف الأراضي الأمريكية انطلاقًا ألمانيا. تمخضت المسابقة عن اعتماد خمس تصاميم لطائرات صالحة للطيران وضعها اثنان من المتسابقين. مع ذلك، تخلت ألمانيا فيما بعد عن هذه الخطة لعدم وجود قواعد لانطلاق القاذفات في نصف الكرة الغربي، ولتراجع قدرة البلاد على إنتاج هذا النوع من الطائرات مع تزايد حجم الدمار الذي خلفته الحرب. تراجع إيمان ألمانيا بقدرتها على شن هجوم على الولايات المتحدة الأمريكية مع الوقت، وأمست تترقب نتيجة الحرب الأمريكية اليابانية على أمل انتصار اليابان على الولايات المتحدة وتراجع القوة العسكرية الأمريكية. بحلول عام 1944، ومع تزايد الخسائر التي تكبدتها غواصات يو بوت الألمانية، ومع احتلال كل من جرينلاند وآيسلندا، بات من الواضح، بالنسبة للقادة العسكريين الألمان، أنه لا أمل للقوات المسلحة الألمانية في مهاجمة الولايات المتحدة الأمريكية بشكل مباشر. في نهاية المطاف، توجهت الاستراتيجية العسكرية الألمانية لإعلان الاستلسلام للولايات المتحدة، إذ خاض الجيش الألماني العديد من معارك الجبهة الشرقية لغرض وحيد تمثل بالهروب من تقدم الجيش الأحمر والاستسلام للحلفاء الغربيين.